# موريسون (ويسكونسن)
موريسون (بالإنجليزية: Morrison, Wisconsin)‏ هي بلدة تقع بولاية ويسكونسن في الولايات المتحدة. تبلغ مساحتها 94.4 (كم²)، وترتفع عن سطح البحر 258 م، بلغ عدد سكانها 1651 نسمة في عام 2000 حسب إحصاء مكتب تعداد الولايات المتحدة وتصل الكثافة السكانية فيها 18.2 نسمة/كم2.

## وصلات خارجية
- http://www.townofmorrison.org/
- The US50 - Cities and Towns in Wisconsin State
- Wisconsin Cities and Towns, Facts, Map, Flag, Colleges, Government, and More